# بطولة تونس لألعاب القوى 2014
بطولة تونس لألعاب القوى 2014 هو الدورة 59 من بطولة تونس لألعاب القوى.

فاز بهذا الموسم النادي البلدي لألعاب القوى بالقيروان.

## روابط خارجية
- الموقع الرسمي للجامعة التونسية لألعاب القوى.